# Monika Beck
Monika Beck geb. Eichenlaub (* 14. Juni 1941 in Ludwigshafen am Rhein; † 13. April 2021 in Schwarzenacker) war eine deutsche Politikerin (CDU), Galeristin und Kunst-Verlegerin.

## Leben
Beck war die Tochter des CDU-Politikers Otto Eichenlaub (1898–1954) und dessen Ehefrau Erika geb. Burckhardt (1906–1967). Sie legte 1960 ihr Abitur an einem humanistischen Gymnasium ab. 1967 gründete sie in Zweibrücken die Edition und Galerie Beck, auch als Galerie Monika Beck und Galerie m Beck, mit der sie 1970 in den Schwedenhof (Schwarzenacker) umzog. Sie gab die Leitung 1990 an ihren ältesten Sohn Mathias Beck ab.
Monika Beck war verheiratet und hatte sechs Kinder. Eines davon ist die baden-württembergische CDU-Landtagsabgeordnete und Galeristin Julia Philippi.

## Politik
Dem Landtag des Saarlandes gehörte sie während der zehnten und elften Legislaturperiode (1990–1999) an. Sie war dort Mitglied im Wirtschaftsausschuss und Vorsitzende des Ausschusses für Bildung, Kultur und Sport. Außerdem trat sie für die CDU-Fraktion als kulturpolitische und europapolitische Sprecherin auf. 1999 gelang ihr die Wiederwahl in den Landtag, jedoch legte sie ihr Mandat noch in demselben Jahr nieder, um – im Rang einer Staatssekretärin – Bevollmächtigte des Saarlandes beim Bund in Berlin zu werden; dieses Amt übte sie bis Oktober 2005 aus.

## Belege
1. ↑  Die resolute Pionierin der Kunstvermittlung. In: rheinpfalz.de. 14. April 2021, abgerufen am 14. April 2021.

| Personendaten    | Personendaten                    |
| ---------------- | -------------------------------- |
| NAME             | Beck, Monika                     |
| ALTERNATIVNAMEN  | Eichenlaub, Monika (Geburtsname) |
| KURZBESCHREIBUNG | deutsche Politikerin (CDU), MdL  |
| GEBURTSDATUM     | 14. Juni 1941                    |
| GEBURTSORT       | Ludwigshafen am Rhein            |
| STERBEDATUM      | 13. April 2021                   |
| STERBEORT        | Schwarzenacker                   |